# ما بعد الحرب

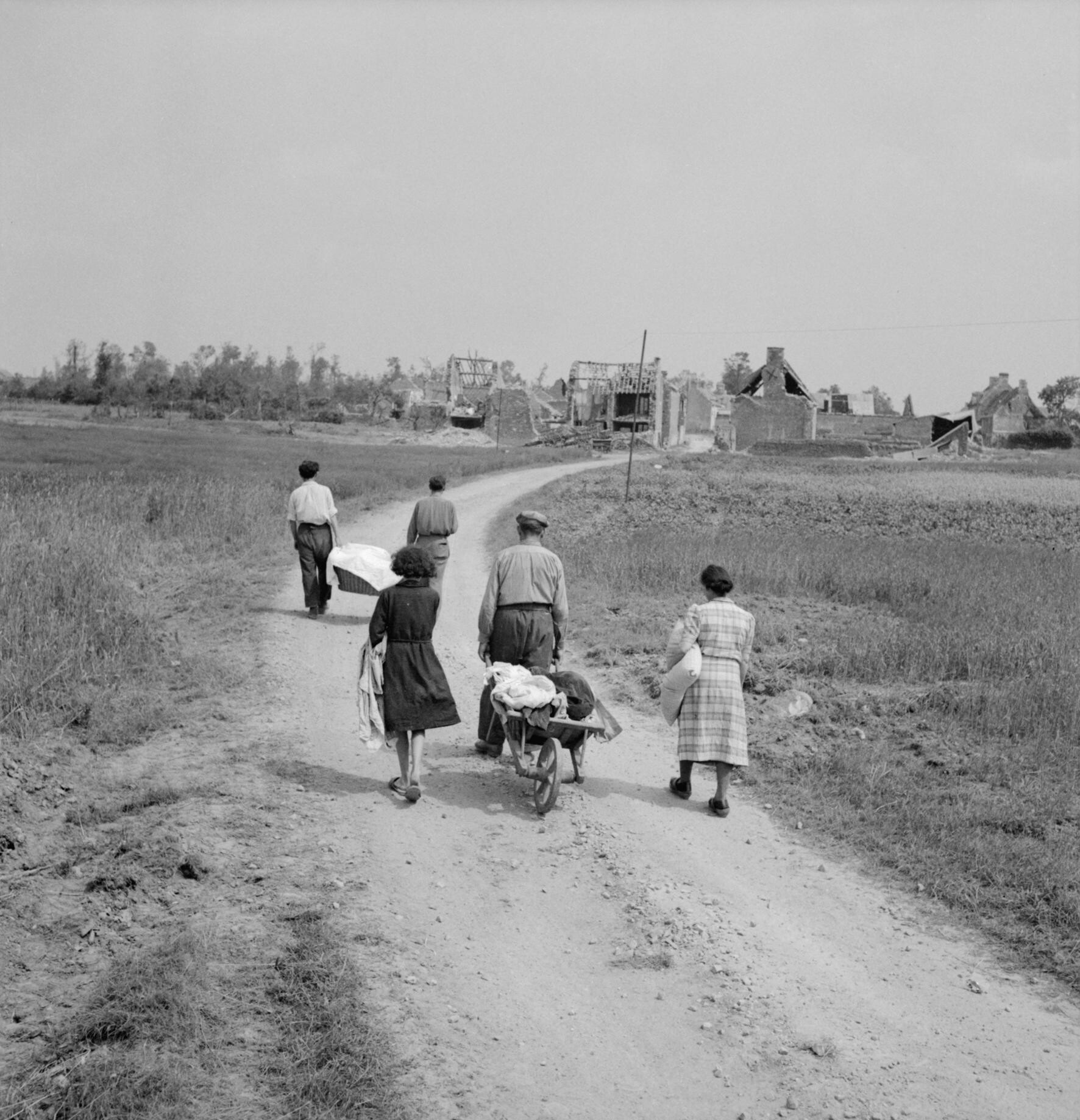
عائلة فرنسية تعود إلى قريته، بورون، شمال غرب كاين، التي دمرت بالكامل خلال القتال، 18 يوليو 1944

في الاستخدام الغربي، عادة ما تشير عبارة حقبة ما بعد الحرب أو حقبة ما بعد الحرب (التي يتم رسملتها أحيانًا) إلى الوقت منذ نهاية الحرب العالمية الثانية، على الرغم من أن العديد من الدول المشاركة في هذه الحرب قد شاركت في حروب أخرى منذ ذلك الحين.
على نطاق أوسع، فترة ما بعد الحرب أو فترة ما بعد الحرب هي الفترة التي تلي انتهاء الحرب مباشرة. يمكن أن تصبح فترة ما بعد الحرب فترة ما بين الحربين أو فترة ما بين الحرب، عندما تستأنف الحرب بين نفس الأطراف في وقت لاحق (مثل الفترة بين الحرب العالمية الأولى والحرب العالمية الثانية). على النقيض من ذلك، تشير فترة ما بعد الحرب إلى توقف الصراع تمامًا.

## ما بعد الحرب

### التسلسل الزمني لحقبة ما بعد الحرب العالمية الثانية
يمكن أن يكون لمصطلح «ما بعد الحرب» معانٍ مختلفة في بلدان مختلفة ويشير إلى فترة تحددها الاعتبارات المحلية بناءً على تأثير الحرب هناك. في بريطانيا، يشير مصطلح «ما بعد الحرب» إلى الفترة من انتخاب كليمنت أتلي في عام 1945 إلى فترة مارجريت تاتشر في عام 1979، وهي فترة ما يسمى بالإجماع بعد الحرب، بينما قد تشير أيضًا إلى فترة أقصر، تنتهي في عام 1960 أو بعد فترة وجيزة من حقبة الخمسينيات، ومن ثم 1945-1960.  

### عصر الحرب الباردة
بالنظر إلى حقبة ما بعد الحرب كمكافئ لحقبة الحرب الباردة، فإن فترة ما بعد الحرب تشمل أحيانًا الثمانينيات، وتنتهي في 26 ديسمبر 1991، مع حل الاتحاد السوفيتي.  نادرًا ما يُنظر إلى التسعينيات والقرن الحادي والعشرين على أنها جزء من حقبة ما بعد الحرب.